# You Can Win If You Want
You Can Win If You Want ist ein Lied von Modern Talking aus dem Jahr 1985, welches von Dieter Bohlen geschrieben wurde und auf dem Album The 1st Album veröffentlicht wurde.

## Geschichte
You Can Win If You Want wurde am 13. März 1985 veröffentlicht. Es wurde ein Nummer-eins-Hit in Deutschland (1 Woche vom 31. Mai bis 6. Juni 1985) und Österreich (2 Wochen vom 1. bis 14. Juli 1985). Am 18. Mai 1985 führte Modern Talking den Song bei Wetten, dass..? mit Frank Elstner aus Saarbrücken auf.
Durch den Verkauf von 250.000 Exemplaren erhielt der Hit eine Goldene Schallplatte in Deutschland und in Frankreich erlangte er für 500.000 verkaufte Exemplare Gold-Status.
Das Lied dauert in der Albumversion 3:55 Minuten und erschien auf fast jedem Kompilationsalbum von Modern Talking, in den Alben Remix Album und All The Best - The Definitive Collection erschien es jedoch nur als Remix. Dieser Special Remix war auch die offizielle Singleversion und dauert nur 3:42. Die entscheidenden Unterschiede sind der kürzere Aufbau am Songanfang (nur 8 statt 16 Takte des Piano Themas) und die Tatsache, dass dieser Remix 4 BPM schneller abgespielt aufgenommen wurde (108 BPM Album vs. 112 BPM Single) und somit auch die Tonhöhe erhöht war (kein Mastertempo). Neben dem Single-Remix erschien diese schnellere Version in einer verlängerten Special Dance Version auf 12" Maxi Vinyl. Nicht vorhanden ist es auf den Alben Romantic Dreams und We Still Have Dreams - The Greatest Love Ballads of Modern Talking. Auf der B-Seite der Single befindet sich das Stück One in a Million (Europa) oder auch Do You Wanna (Frankreich) sowie zusätzlich auf der 12" noch die Instrumental Version. Diese hat den Aufbau wie die Albumversion, jedoch die Geschwindigkeit und Tonhöhe des Single-Remixes.
1998 erschien ein Remix des Musikstücks auf dem Album Back for Good. Dieser Mix ist 117 BPM schnell und wurde mit Mastertempo schneller abgespielt aufgenommen und geremixt, wodurch er in Tonhöhe und Aufbau der Albumversion von 1985 entspricht.

## Musikvideo
Das Video beginnt mit einer Einstellung, die Anders und Bohlen singend und Gitarre, beziehungsweise Klavier spielend zeigt. In der nächsten Szene sieht man eine Frau eine Tasche packen, anschließend läuft sie eine Straße entlang und wird von einem Mann in die Arme geschlossen. Das Paar wird erst von einem Mini Cooper und anschließend von einem Mercedes-LKW in eine Stadt mitgenommen, in der sie einen Nachtclub besuchen. Nach einer Schwarzweißszene, die eine Menschenmasse und auch das Paar zeigt, zerstreiten sich die Protagonisten. In der darauffolgenden Szene erfährt die Frau durch einen Zeitungsbericht vom Erfolg Modern Talkings und macht sich auf den Weg in das Musikstudio, in dem das Popduo den Song singt. Es gelingt ihr, ein Autogramm von Bohlen zu ergattern. Sie entschuldigt sich bei ihm und Bohlen und Anders fahren mit ihren Autos davon.
Beim Videodreh griff Nora Balling, die Freundin von Thomas Anders stark ein. Ursprünglich war etwa geplant, dass Anders und Bohlen mit zwei Frauen in einem Wagen fahren sollten. Dies verhinderte Balling, ebenso dass Bohlen und Anders in einem Wagen fahren. Dass einige Szenen gedreht werden konnten, war nur möglich, indem man sie zum Teil die Kamera führen ließ.

## Coverversionen
- 1997: Funker Vogt
- 1998: Interactive
- 1999: Wildecker Herzbuben
- 2002: Guildo Horn
- 2003: Thomas Anders
- 2011: Mark Ashley
- 2016: Thomas Anders
- 2022: Anstandslos & Durchgeknallt